# Jan zonder Vrees
Jan zonder Vrees (en neerlandès, Joan sense por) és una pel·lícula d'animació belga de 1984 dirigida per Jef Cassiers. Destaca per ser el primer llargmetratge d'animació produït a Flandes en la seva totalitat. Està basat en una novel·la de Constant de Kinder i inclou treballs de veu de l'actor belga Jan Decleir. Una versió doblada en anglès de la pel·lícula va ser produïda per l'estudi d'animació Canadenc Cinar Films i va ser llançada en vídeo el 1989 per Just For Kids Video.

## Argument
La història comença a Anvers l'any 1410 quan Joan deixa la seva feina de mariner i torna a casa amb la seva àvia. Després de veure tots els lladres de la ciutat, s'encarrega de lliurar la ciutat de tots els malfactors. Després que s'ha convertit en referent de la ciutat, fa saber a tothom que no té por. El seu cosí, gelós de la nova fama de Joan decideix refutar aquesta afirmació, presentant-se al cementiri local vestit de fantasma. En Joan, molest amb la presència del fantasma, mata accidentalment el seu cosí. Adonant-se del seu error, ho denuncia, només per ser detingut i condemnat a presó. No obstant això, escapa fàcilment dels guàrdies de la presó i segueix el seu camí. Poc després acaba al camp, on troba un criat que és apallissat pel seu amo. Després de mostrar al cap l'error de la seva actuació, el cap reconeix la seva bondat i l'envia a una recerca per destruir un dimoni d'aigua que canvia de forma anomenat Kludde, amb el criat com a company. Joan, fidel a la seva afirmació de "no tenir por" comença la seva recerca amb bon ànim. Després d'aconseguir nombroses accions valentes, és nomenat cavaller per l'històric Joan sense por.

## Repartiment
- Jan Decleir-Jan zonder Vrees
- Jef Burm-Dokus
- Aimé Anthoni-
- Raymond Bossaerts-
- Joris Collet-Boer Stansen
- Linda Conrad-
- Dirk de Batist-
- Carry Goossens-Raffel
- Lutgarde Pairon-
- Jan Pauwels-Baron van Moerzeke
- Ann Petersen-Moeder van Alwina
- Ward de Ravet-Ridder Kortenak
- Liliane Raymaekers-
- Linda Schagen Van Leeuwen-Alwina
- Nolle Versyp-Hertog van Vlaanderen
- Dries Wieme-Baron van Grembergen
- Denise Zimmerman-Hertogin